# Resnik (arheološko nalazište)
Resnik je arheološko nalazište u Kaštel Štafiliću, Grad Kaštela.

## Opis
Vrijeme nastanka: 3. st. pr. Kr. do 6. st. Arheološko nalazište Resnik smješteno je na obali Kaštelanskog zaljeva. Recentnim arheološkim istraživanjima na Resniku je potvrđeno postojanje antičkog naselja Sicvli kojeg spominje Plinije Stariji. Zidovi antičkih insula građeni su u tehnici suhozida i sačuvani su u visini od 30 do 70 cm, dok su zidovi kasnije faze sačuvani samo u temeljima. Otkriven je i sjeverni bedem naselja kao i tragovi kasnoantičkog naselja s nekropolom. U podmorju Resnika pronađeni su ostaci helenističkog pristaništa s brojnim ulomcima megarske keramike kao i ostaci kasnoantičke luke. Na prostoru zapadno od plaže turističkog naselja otkriveni su prapovijesni artefakti.

## Zaštita
Pod oznakom Z-3761 zavedeno je kao nepokretno kulturno dobro - pojedinačno, pravna statusa zaštićena kulturnog dobra, klasificirano kao "arheološka baština".